# Radara lea
Radara lea là một loài bướm đêm trong họ Noctuidae.